# Nomós Évrou
Nomós Évrou (engelska: Evros) var en prefektur i Grekland.  Den låg i regionen Östra Makedonien och Thrakien, i den nordöstra delen av landet, 400 km nordost om huvudstaden Aten. Antalet invånare var 150 580. Arean är 4 242 kvadratkilometer.
Perfekturen ombidades 2011 till regiondelen Evros.